# Tegernau
Tegernau était une commune allemande en Bade-Wurtemberg, située dans le District de Fribourg-en-Brisgau. Le 1er janvier 2009, elle a fusionné avec sept communes de la vallée (Bürchau, Elbenschwand, Neuenweg, Raich, Sallneck, Wies et Wieslet) pour fonder la nouvelle commune de Kleines Wiesental.